# Afroeme kenyensis
Afroeme kenyensis là một loài bọ cánh cứng trong họ Cerambycidae.